# Leśniczówka Krzywa Góra
Leśniczówka Krzywa Góra – drewniany budynek dawnej leśniczówki Krzywa Góra położony w województwie mazowieckim, w powiecie sochaczewskim, w gminie Brochów. Obiekt znajduje się na terenie Puszczy Kampinoskiej przy czerwonym szlaku, stanowiącym główną drogę  turystyczną przecinającą ten leśny kompleks ze wschodu na zachód.

## Historia
Drewniana leśniczówka jest parterowa z użytkowym poddaszem. Według byłego dyrektor Kampinoskiego Parku Narodowego Jerzego Misiaka, leśniczówka najprawdopodobniej powstała w 1924 roku. Choć niewykluczone, że jest jednak starsza.
W 1939 roku, po bitwie nad Bzurą, była miejscem pracy sztabu gen. Tadeusza Kutrzeby, dowódcy armii Poznań. Pełniła także funkcję szpitala polowego po zaciekłych walkach 7. Pułku Strzelców Konnych Wielkopolskich o gajówkę Demboskie.
Po powstaniu warszawskim, schronienia w leśniczówce szukał gajowy Michał Noga, zamordowany przez oddziały RONA w Cisowem.
W latach 80. XX wieku w leśniczówce leśniczy Adam Bzdak z żoną Urszulą ukrywali dezertera z Armii Radzieckiej.
Leśniczówka przestała być użytkowana na początku XXI wieku.

### Planowana rozbiórka
24 października 2023 roku Kampinoski Park Narodowy ogłosił przetarg na rozbiórkę 17 niszczejących osad mieszkalno-gospodarczych na terenie KPN, w tym leśniczówki Krzywa Góra.
Zgodnie ze specyfikacją, do rozbiórki powinno dojść do 22 grudnia 2023 roku. W związku z planowaną rozbiórką w internecie ukazała się petycja wzywająca Kampinoski Park Narodowy do wstrzymanie prac i rozważania alternatywnych rozwiązań z uwagi na wartość historyczną i architektoniczną obiektu oraz malownicze położenie przy często uczęszczanym szlaku czerwonym. Petycję podpisały między innymi posłanki na Sejm RP Paulina Matysiak i Joanna Wicha.

## Odniesienia
Leśniczówka została opisana między innymi na łamach książki Lechosław Herza pt. Puszcza. Opowieści kampinoskie (2022).